# Friedrich Heinrich Wilhelm Martini
Friedrich Wilhelm Martini (1729 – 1778) è stato un medico e naturalista tedesco, e concologo.

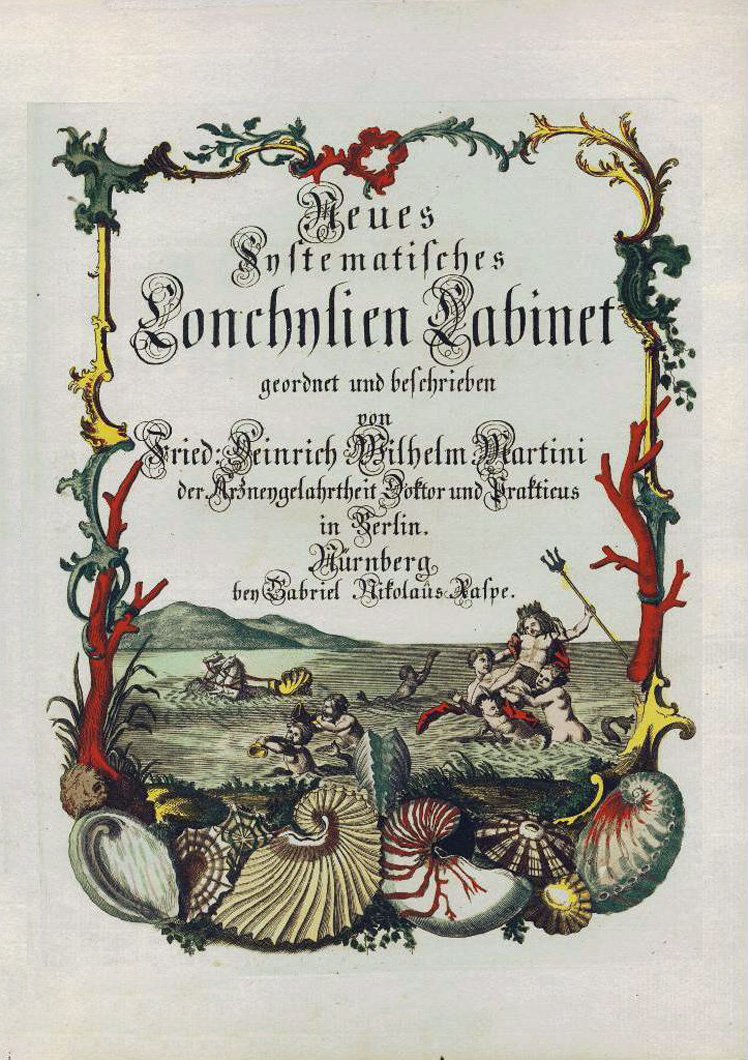
Frontespizio di Neues systematisches Conchylien-Cabinet.

Questo medico di Amburgo comincia a pubblicare nel 1769 un'opera a colori riccamente illustrata sulle conchiglie: Neues systematisches Conchylien-Cabinet. 
Ma muore due anni dopo la pubblicazione del terzo volume. Il suo lavoro è poi continuato da Johann Hieronymus Chemnitz (1730-1800) che aggiunge otto volumi tra il 1779 e il 1795. Anche se entrambi gli autori non utilizzano ancora il sistema binomiale, sono considerati come gli autori delle numerose specie che vi sono illustrate.